# Zofia Badura
Zofia Badura (* 15. Mai 1954 in Opole) ist eine polnische Lyrikerin.

## Leben
Badura besuchte das Gymnasium in Opole und legte 1972 das Abitur ab. Anschließend studierte sie von 1972 bis 1977 Polonistik und von 1976 bis 1980 Kunstgeschichte an der Universität Breslau. Als Lyrikerin debütierte sie 1973 mit den Gedichten Palcem dotykam okładek… und To już tyle lat…, die in der Zeitschrift Nowy Wyraz erschienen. Der katholischen Gesellschaft PAX gehörte sie von 1974 bis 1981 an. In der Redaktion der Breslauer Zeitung Słowo Powszechne war sie von 1977 bis 1981 eingestellt. Seit 1982 arbeitet sie als Polnischlehrerin in einer Grundschule. In den Verband der Polnischen Literaten wurde sie 1986 aufgenommen.
Seit 2007 lebt sie in Dunfermline, Schottland. Für das Scotland's International Poetry Festival 2021 reichte sie ihr Gedicht The Green Knight from Dunfermline Toun ein, in dem sie die Bekanntschaft mit ihrem schottischen Ehemann Thomas Neilson beschreibt.

## Werke
- Most, 1976
- Zabawa dopiero się zaczyna, 1981
- Zimne powietrze, 1982
- Wszystko będzie darowane, 1984
- Ostatnie rzędy nie słyszą, 1985